# Тизенгаузен, Богдан Карлович
Барон Богдан Карлович Тизенга́узен (нем. Philipp Gotthard Freiherr von Tiesenhausen; 1786—1854) — Георгиевский кавалер, генерал-майор.

## Биография
Родился в 1786 году; происходил из древнего лифляндского рода Тизенгаузенов: младший сын владельцев имения Торма Ямбургского уезда Ястребинской волости. Лютеранин:
- Отец — барон Карл Готгард (Карл Иванович) фон Тизенгаузен (Carl Gotthard Von Tiesenhausen) (род. в 1756 году);
- Мать — Вильгельмина фон Шлейен (Wilhelmina von Schleyen (Schlein)).

Братья:
- Василий, полковник, декабрист;
- Отто, титулярный советник, служил при водяной коммуникации в г. Твери;
- Карл, капитан, городничий в Ямбурге Петербургской губернии;
- Егор, капитан, городничий в Ливнах Орловской губернии.

### Военная служба
Офицер с 1802 года. Сражался при Аустерлице. Участник Отечественной войны 1812 года и Заграничных походов 1813—1814 гг, в том числе битвы под Лейпцигом и взятия Парижа.
С 1808 будучи поручиком состоял адъютантом Военного министра генерала от артиллерии графа А. А. Аракчеева.
На начало кампании 1812 года — капитан Гренадерского графа Аракчеева полка.
20 июля 1812 переведён в Семёновский лейб-гвардии полк тем же чином.
С 1813 — полковник.
C 27 июля 1814 назначен начальником Фельдъегерского корпуса Российской Империи. Находясь в должности начальника корпуса в короткий срок сумел провести ряд существенных реорганизаций и преобразований, значительно улучшивших его работу. Были приняты новые нормативные акты, регламентирующие деятельность корпуса, права и обязанности личного состава, утвержден новый штат корпуса, улучшено материальное обеспечение личного состава. Наведен надлежаший воинский порядок и дисциплина. Полковник Тизенгаузен занимался также подготовкой служебных инструкций, но завершить ему эту работу не удалось, так как по представлению Дежурного генерала Главного штаба А. А. Закревского он был уволен в 1817 году от должности командира Фельдъегерского корпуса по подозрению в связях с русским масонством.
Один из основателей ложи «Александра к пчеле» в Ямбурге. Почётный член ложи «Избранного Михаила» в 1815 году.
В 1817—1818 вновь состоял при Аракчееве.
С весны 1825 — на службе в Военных поселениях.
С 28 февраля 1829 — генерал-майор, член Экономического комитета Военных поселений. Затем состоял при департаменте военных поселений.
Умер Богдан Карлович Тизенгаузен 13 июля 1854 года в своем родном городе Нарве. Похоронен там же.

## Награды
- Прусский орден высшей воинской доблести Pour le Mérite (1813 год)
- Единовременно 6000 рублей (1826 год)
- Орден Анны 2 степени (1827 год. Алмазные знаки к ордену в 1828 году с единовременной выплатой 4000 рублей)
- Орден Святого Георгия 4 класса № 4940 по кавалерскому списку Григоровича — Степанова (3 декабря 1834 года и единовременно 2000 рублей)
- Знак беспорочной службы за 15 лет и единовременно 3000 рублей (1835 год)
- Знак беспорочной службы за 25 лет на Георгиевской ленте (1842 год)

## Семья
- Жена — Анна (Иоганна Фредерика Антуанетта) (16.10.1779 — 29.12.1847), родная сестра генерал-фельдмаршала графа Дибич-Забалканского, дочь Ивана Ивановича Дибича старшего (Ганса Эренфрида). Родилась в Потсдаме. Умерла в Гродно. Похоронена на Волковском лютеранском кладбище Санкт-Петербурга.
- После смерти вторая жена Пелагея Осиповна Осипова.

Дети:
- Сын — Евгений (2.02.1817 — 5.11.1875);
- Дочь — Лидия (Аделаида Катарина Александрина) (9.10.1808 — 28.05.1853), с 1833 замужем за Фридрихом Карловичем Бальцем, генерал-майором. Родилась и умерла в Санкт-Петербурге. Похоронена на Волковском лютеранском кладбище;
- Дочь — Мария (Марианна Вильгельмина Каролина Филиппа) (22.06.1807 — 01.06.1885), замужем за Александром Ивановичем Зейфарт (10.06.1799 — 20.03.1860). В браке имели четырех сыновей: Иван (15.09.1832 г.р.), Владимир (25.12.1833 г.р.), Александр (28.04.1835 г.р.), Михаил (04.12.1841 г.р.).
- Дочь — Leontine Karoline Wilhelmine Tiesenhausen (20.12.1823—8.2.1874 Санкт-Петербург), муж Johann von Weymarn(1822—?)